# Фредді Гондола
Фредді Гондола (ісп. Freddy Góndola, нар. 18 вересня 1995, Панама) — панамський футболіст, півзахисник казахстанського клубу «Актобе» та національної збірної Панами.
Виступав також за клуби «Ла-П'єдад» та «Алахуеленсе».
Володар Кубка Казахстану.

## Клубна кар'єра
У дорослому футболі дебютував 2016 року виступами за команду «Белень», у якій того року взяв участь у 10 матчах чемпіонату. 
Своєю грою за цю команду привернув увагу представників тренерського штабу клубу «Ла-П'єдад», до складу якого приєднався 2017 року. Відіграв за команду з Ла-П'єдада наступний сезон своєї ігрової кар'єри.
Згодом з 2018 по 2021 рік грав у складі команд «Університаріо», «Ла-П'єдад», «Тауро», «Яракуянос» та «Депортіво Тачира».
У 2022 році уклав контракт з клубом «Алахуеленсе», у складі якого провів наступні два роки своєї кар'єри гравця. Більшість часу, проведеного у складі «Алахуеленсе», був основним гравцем команди.
Протягом 2024 року захищав кольори клубу «Маккабі Бней Рейне».
До складу клубу «Актобе» приєднався 2024 року. Станом на 25 листопада 2024 року відіграв за команду з Актобе 8 матчів в національному чемпіонаті.

## Виступи за збірну
У 2021 році дебютував в офіційних матчах у складі національної збірної Панами.
У складі збірної був учасником розіграшу Золотого кубка КОНКАКАФ 2023 року у США і Канаді, де разом з командою здобув «срібло», розіграшу Кубка Америки 2024 року у США.
| Дата       | Місто            | Господарі  | Результат | Гості             | Турнір                                             | Голи | Примітки  |
| ---------- | ---------------- | ---------- | --------- | ----------------- | -------------------------------------------------- | ---- | --------- |
| 7-10-2021  | Сан-Сальвадор    | Сальвадор  | 1 – 0     | Панама            | Відбір до ЧС 2022                                  | -    | 65'       |
| 10-10-2021 | Панама           | Панама     | 1 – 0     | США               | Відбір до ЧС 2022                                  | -    | 57'       |
| 13-10-2021 | Торонто          | Канада     | 4 – 1     | Панама            | Відбір до ЧС 2022                                  | -    | 86'       |
| 12-11-2021 | Сан-Педро-Сула   | Гондурас   | 2 – 3     | Панама            | Відбір до ЧС 2022                                  | -    | 66'       |
| 16-11-2021 | Панама           | Панама     | 2 – 1     | Сальвадор         | Відбір до ЧС 2022                                  | 1    | 46'       |
| 27-1-2022  | Сан-Хосе         | Коста-Рика | 1 – 0     | Панама            | Відбір до ЧС 2022                                  | -    | 67'       |
| 30-1-2022  | Панама           | Панама     | 3 – 2     | Ямайка            | Відбір до ЧС 2022                                  | -    | 77'       |
| 24-3-2022  | Панама           | Панама     | 1 – 1     | Гондурас          | Відбір до ЧС 2022                                  | -    | 81'       |
| 27-3-2022  | Орландо          | США        | 5 – 1     | Панама            | Відбір до ЧС 2022                                  | -    | 45'       |
| 2-6-2022   | Панама           | Панама     | 2 – 0     | Коста-Рика        | Ліга націй КОНКАКАФ 2022-2023 - 1-й етап           | -    | 64'       |
| 9-6-2022   | Панама           | Панама     | 5 – 0     | Мартиніка         | Ліга націй КОНКАКАФ 2022-2023 - 1-й етап           | -    | 46'       |
| 10-11-2022 | Абу-Дабі         | Панама     | 1 – 1     | Саудівська Аравія | товариський матч                                   | -    | 67'       |
| 15-11-2022 | Шарджа (місто)   | Венесуела  | 2 – 2     | Панама            | товариський матч                                   | -    | 73'       |
| 10-6-2023  | Пенономе (місто) | Панама     | 3 – 2     | Нікарагуа         | товариський матч                                   | -    | 45'       |
| 18-6-2023  | Парадайз         | Панама     | 0 – 1     | Мексика           | Ліга націй КОНКАКАФ 2022-2023 - матч за 3-тє місце | -    | 83'       |
| 26-6-2023  | Форт-Лодердейл   | Коста-Рика | 1 – 2     | Панама            | Кубок КОНКАКАФ 2023 - 1-й етап                     | -    | 85'       |
| 4-7-2023   | Х'юстон          | Панама     | 2 – 2     | Сальвадор         | Кубок КОНКАКАФ 2023 - 1-й етап                     | -    | 68'       |
| 9-6-2024   | Манагуа          | Монтсеррат | 1 – 3     | Панама            | Відбір до ЧС 2026                                  | -    | 80'       |
| 16-6-2024  | Панама           | Панама     | 0 – 1     | Парагвай          | товариський матч                                   | -    | 46'       |
| 23-6-2024  | Маямі-Гарденс    | Уругвай    | 3 – 1     | Панама            | Копа Америка 2024 - 1-й етап                       | -    | 84'       |
| 27-6-2024  | Атланта          | Панама     | 2 – 1     | США               | Копа Америка 2024 - 1-й етап                       | -    | 60' 90+3' |
| 1-7-2024   | Орландо          | Болівія    | 1 – 3     | Панама            | Копа Америка 2024 - 1-й етап                       | -    | 84'       |
| 12-10-2024 | Остін (Техас)    | США        | 2 – 0     | Панама            | товариський матч                                   | -    | 70'       |
| 15-10-2024 | Торонто          | Канада     | 2 – 1     | Панама            | товариський матч                                   | -    | 58' 60'   |
| Усього     |                  | Матчів     | 24        |                   | Голів                                              | 1    |           |

## Титули і досягнення
- Володар Кубка Казахстану (1):

«Актобе»: 2024